# Lijst van voetbalinterlands Iran - Venezuela
Deze lijst van voetbalinterlands is een overzicht van alle officiële voetbalwedstrijden tussen de nationale teams van Iran en Venezuela. De landen speelden tot op heden drie keer tegen elkaar. De eerste ontmoeting, een vriendschappelijke wedstrijd, werd gespeeld in Casablanca (Marokko) op 1 maart 2002. Het laatste duel, eveneens een vriendschappelijke wedstrijd, vond plaats op 20 november 2018 in Doha (Qatar).

## Wedstrijden
| № | Plaats     | Datum            | Competitie        | Wedstrijd        | Uitslag |
| - | ---------- | ---------------- | ----------------- | ---------------- | ------- |
| 1 | Casablanca | 1 maart 2002     | Vriendschappelijk | Iran – Venezuela | 1 – 0   |
| 2 | Nijmegen   | 13 november 2017 | Vriendschappelijk | Venezuela – Iran | 0 − 1   |
| 3 | Doha       | 20 november 2018 | Vriendschappelijk | Iran – Venezuela | 1 − 1   |

## Samenvatting
| Competitie        | Totaal gespeeld | Winst Iran | Gelijk | Winst Venezuela | Doelsaldo Iran – Venezuela |
| ----------------- | --------------- | ---------- | ------ | --------------- | -------------------------- |
| Vriendschappelijk | 3               | 2          | 1      | 0               | 3 – 1                      |
| Totaal            | 3               | 2          | 1      | 0               | 3 – 1                      |

## Details

### Eerste ontmoeting
De eerste ontmoeting tussen de nationale voetbalploegen van Iran en Venezuela vond plaats op 1 maart 2002. Het vriendschappelijke duel, bijgewoond door 500 toeschouwers, werd gespeeld in het Stade Mohammed V in Casablanca (Marokko), en stond onder leiding van scheidsrechter Khalil Rouissi uit Marokko. Hij deelde een rode kaart uit.
| Vriendschappelijk (Casablanca, Marokko, 1 maart 2002): |              | |
| Iran | 1 – 0        | Venezuela |
| Mojahed Khaziravi 12' | goals        | |
| Branko Ivanković | bondscoach   | Richard Páez |
| Ebrahim Mirzapour Younis Bahonar 85' Mohammad Peyrovani Sohrab Bakhtiyarizadeh Mehrdad Minavand 60' Mohammad Navazi Mojahed Khaziravi 80' Yahya Golmohammadi Ali Reza Vahedi-Nikbakht Ali Daei Ali Karimi | opstellingen | Gilberto Angelucci 22' Luis José Vallenilla Rafael Mea Vitali Wilfredo Alvarado Leopoldo Jiménez 83' Luis Vera Jorge Alberto Rojas Ruberth Morán 65' Giovanni Pérez Héctor González 74' Daniel Noriega |
| Hamid Kavianpour 60' Rasoul Khatibi 80' Saeed Lotfi 85' | wissels      | 22' 60' Leonel Vielma 60' Carlos Bravo 65' José Torrealba 74' Alexander Rondón 83' Giacomo Di Giorgi                                                                                                   |
| | gele kaarten | 22' Daniel Noriega 43' Leopoldo Jiménez 87' Giacomo Di Giorgi |
| Ali Daei 44' | rode kaarten | |

FFIRI · 
A-internationals · 
Selecties · Bondscoaches · 
Statistieken · 
Iraans vrouwenelftal · 
Iran U21 · 
Iran U20 · 
Iran U19 · 
Iran U18 · 
Iran U17
1940 – 1969 · 
1970 – 1979 · 
1980 – 1989 · 
1990 – 1999 · 
2000 – 2009 · 
2010 – 2019 ·
2020 − 2029
Asian Cup 1960 · 
Asian Cup 1968 · 
Asian Cup 1972 · 
Asian Cup 1976 · 
Asian Cup 1980 · 
Asian Cup 1984 · 
Asian Cup 1988 · 
Asian Cup 1992 · 
Asian Cup 1996 · 
Asian Cup 2000 · 
Asian Cup 2004 · 
Asian Cup 2007 · 
Asian Cup 2011
WK 1978 · 
WK 1998 · 
WK 2006 · 
WK 2014 · 
WK 2018
OS 1964 · 
OS 1972 · 
OS 1976
1941 · 
1942–1946 · 
1947 · 
1948 · 
1949 · 
1950 · 
1951 · 
1952 · 
1953–1957 · 
1958 · 
1959 · 
1960–1961 · 
1962 · 
1963 · 
1964 · 
1965 · 
1966 · 
1967 · 
1968 · 
1969 · 
1970 · 
1971 · 
1972 · 
1973 · 
1974 · 
1975 · 
1976 · 
1977 · 
1978 · 
1979 · 
1980 · 
1981 · 
1982 · 
1983 · 
1984 · 
1985 · 
1986 · 
1987 · 
1988 · 
1989 · 
1990 · 
1991 · 
1992 · 
1993 · 
1994 · 
1995 · 
1996 · 
1997 · 
1998 · 
1999 · 
2000 · 
2001 · 
2002 · 
2003 · 
2004 · 
2005 · 
2006 · 
2007 · 
2008 · 
2009 · 
2010 · 
2011 · 
2012 ·
2013 ·
2014 ·
2015 ·
2016 ·
2017 ·
2018 ·
2019 ·
2020 ·
2021 ·
2022 ·
2023 ·
2024
Afghanistan ·
Albanië ·
Algerije ·
Angola ·
Argentinië ·
Armenië ·
Australië ·
Azerbeidzjan ·
Bahrein ·
Bangladesh ·
Bolivia ·
Bosnië en Herzegovina ·
Botswana ·
Brazilië ·
Bulgarije ·
Burkina Faso ·
Cambodja ·
Canada ·
Chili ·
China ·
Costa Rica ·
Cyprus ·
Denemarken ·
Duitsland ·
Ecuador ·
Egypte ·
Engeland ·
Filipijnen ·
Frankrijk ·
Georgië ·
Ghana ·
Guam ·
Guatemala ·
Guinee ·
Hongarije ·
Hongkong ·
Ierland ·
IJsland ·
India ·
Indonesië ·
Irak ·
Israël ·
Jamaica ·
Japan ·
Jemen ·
Joegoslavië ·
Jordanië ·
Kameroen ·
Kazachstan ·
Kenia ·
Kirgizië ·
Koeweit ·
Kroatië ·
Laos ·
Libanon ·
Libië ·
Litouwen ·
Madagaskar ·
Malediven ·
Maleisië ·
Mali ·
Marokko ·
Mexico ·
Montenegro ·
Mozambique ·
Myanmar ·
Nederland ·
Nepal ·
Nicaragua ·
Nieuw-Zeeland ·
Nigeria ·
Noord-Korea ·
Noord-Macedonië ·
Oeganda ·
Oekraïne ·
Oezbekistan ·
Oman ·
Oostenrijk ·
Pakistan ·
Palestina ·
Panama ·
Papoea-Nieuw-Guinea ·
Paraguay ·
Peru ·
Polen ·
Portugal ·
Qatar ·
Roemenië ·
Rusland ·
Saoedi-Arabië ·
Schotland ·
Senegal ·
Sierra Leone ·
Singapore ·
Slowakije ·
Sovjet-Unie ·
Spanje ·
Sri Lanka ·
Syrië ·
Tadzjikistan ·
Taiwan ·
Thailand ·
Togo ·
Trinidad en Tobago ·
Tsjecho-Slowakije ·
Tunesië ·
Turkije ·
Turkmenistan ·
Uruguay ·
Venezuela ·
Verenigde Arabische Emiraten ·
Verenigde Staten ·
Vietnam ·
Wales ·
Wit-Rusland ·
Zambia ·
Zuid-Jemen ·
Zuid-Korea ·
Zweden
Angola (2006) ·
Argentinië (2014) ·
Bosnië en Herzegovina (2014) ·
Marokko (2018) ·
Mexico (2006) ·
Nigeria (2014) ·
Portugal (2006) ·
Portugal (2018) ·
Spanje (2018)
FVF · A-internationals · Selecties · Bondscoaches · Statistieken · Venezolaans vrouwenelftal · Olympisch elftal · Venezuela U21 · Venezuela U20 · Venezuela U19 · Venezuela U18 · Venezuela U17
1938 – 1949 ·
1950 – 1959 ·
1960 – 1969 ·
1970 – 1979 ·
1980 – 1989 ·
1990 – 1999 ·
2000 – 2009 ·
2010 – 2019 ·
2020 – 2029
1938 · 
1939–1945 · 
1946 · 
1947 · 
1948 · 
1949 · 1950 · 
1951 · 
1952 · 1953 · 1954 · 
1955 · 
1956 · 
1957–1964 · 
1965 · 
1966 · 
1967 · 
1968 · 
1969 · 
1970 · 
1971 · 
1972 · 
1973 · 
1974 · 
1975 · 
1976 · 
1977 · 
1978 · 
1979 · 
1980 · 
1981 · 
1982 · 
1983 · 
1984 · 
1985 · 
1986 · 
1987 · 
1988 · 
1989 · 
1990 · 
1991 · 
1992 · 
1993 · 
1994 · 
1995 · 
1996 · 
1997 · 
1998 · 
1999 · 
2000 · 
2001 · 
2002 · 
2003 · 
2004 · 
2005 · 
2006 · 
2007 · 
2008 · 
2009 · 
2010 · 
2011 · 
2012 · 
2013 · 
2014 · 
2015 · 
2016 · 
2017 ·
2018 ·
2019 ·
2020 ·
2021 ·
2022 ·
2023 ·
2024
Angola ·
Argentinië ·
Aruba ·
Australië ·
Bahama's ·
Bermuda ·
Bolivia ·
Brazilië ·
Canada ·
Chili ·
China ·
Colombia ·
Costa Rica ·
Cuba ·
Dominicaanse Republiek ·
Ecuador ·
El Salvador ·
Estland ·
Guatemala ·
Guinee ·
Haïti ·
Honduras ·
IJsland ·
Iran ·
Italië ·
Jamaica ·
Japan ·
Joegoslavië ·
Malta ·
Mexico ·
Moldavië ·
Nederlandse Antillen ·
Nicaragua ·
Nieuw-Zeeland ·
Nigeria ·
Noord-Korea ·
Oezbekistan ·
Oostenrijk ·
Panama ·
Paraguay ·
Peru ·
Puerto Rico ·
Saoedi-Arabië · 
Spanje ·
Syrië ·
Trinidad en Tobago ·
Uruguay ·
Verenigde Arabische Emiraten ·
Verenigde Staten ·
Zuid-Korea ·
Zweden ·
Zwitserland